# 확대 중앙필리핀어군
확대 중앙필리핀어군(영어: Greater Central Philippine languages)은 말레이폴리네시아어파의 하위분류로 제안된 언어군이다. 필리핀 중남부와 인도네시아의 술라웨시섬 북부에 분포한다. 이 어군은 로버트 블러스트가 어휘적·음운론적 증거를 바탕으로 1991년에 처음 제안하였고 대부분의 전문가에게 인정받고 있다.
필리핀의 주요 언어는 대부분 여기에 속하며 타갈로그어, 와라이어, 중부 비콜어, 마라나오어, 마긴다나오어, 비사야어군의 세부아노어와 힐리가이논어 등이 그러하다. 고론탈로어는 인도네시아의 술라웨시섬에서 사용되는 언어 중 세 번째로 화자 수가 많다.

## 역사
블러스트에 따르면 오늘날 확대 중앙필리핀어군의 분포는 기원전 500년경에 일어난 영토 팽창의 결과인데, 이때 중남부 필리핀이 언어적으로 거의 동질화되었다.
확대 중앙필리핀 지역 내의 일부 영역에서도 아직도 팽창 이전의 언어적 다양성의 흔적을 엿볼 수 있다. 파나이섬의 아티어, 민도로섬의 북부민도로어군, 팔라완섬의 칼라미안어군, 남민다나오어군 등이 그 예이다. 이 언어들은 확대 중앙필리핀어군에 속하지 않는다.

## 분류
확대 중앙필리핀어군은 다음과 같은 언어군들으로 구성된다.
- 중앙필리핀어군 (타갈로그어, 비콜어, 비사야어군 포함)
- 남부민도로어군
- 팔라완어군
- 수바넨어군
- 다나오어군 (마라나오어, 마긴다나오어 포함)
- 마노보어군
- 고론탈로몽온도우어군 (고론탈로어 포함)

## 같이 보기
- 필리핀어군